# Jan Schäfer
Jan Schäfer, né le 18 octobre 1974 à Dresde, est un kayakiste allemand pratiquant la course en ligne.

## Palmarès

### Jeux olympiques de canoë-kayak course en ligne
- 2000 à Sydney,  Australie
  -  Médaille d'argent en K-4 1000m [1]